# Han Xin
Han Xin (韩信) (? – 196. prije nove ere) bio je kralj države Chua u drevnoj Kini te general koji je služio cara Gaozua od Hana.

## Rani život
Han Xin je u djetinjstvu bio prezren jer nije imao oca. 
Jednom dok je gladovao, sreo je ženu koja mu je dala nešto hrane. Obećao joj je da će joj jednog dana uzvratiti, ali ona je to odbila. 
Jednom drugom prigodom, neki je čovjek rekao Hanu da mu se provuče kroz noge ili da ga ubije. Han je znao da će postati zločinac ubije li ga, pa se rađe osramotio i provukao mu se kroz noge. 

## Xiang YuiGaozu
209. prije nove ere Han Xin se pridružio pobunjeničkoj vojsci Xiang Lianga. Han je nastavio nakon njegove smrti služiti njegova nećaka Xiang Yua. Yu je postao car Kine.
206. prije nove ere Han je napustio Xianga i otišao služiti Liu Banga, koji će postati car Gaozu od Hana. 

## Naslovi
Car ga je učinio kraljem Qija 203. god. Poslije ga je učinio markizom Huaiyina, 202. 
Han je ženu koja mu je dala hranu nagradio zlatom, a onog huligana je učinio zhongweijem.

## Smrt
Han Xin je poslije optužen za pobunu te je ubijen po naredbi carice Lü Zhi.
| Prethodnik: | kralj Chua | Nasljednik:      |
| Xiang Yu    | kralj Chua | Liu Jiao (princ) |